# Gare de Saint-Pierre-d’Albigny
Gare de Saint-Pierre-d’Albigny – stacja kolejowa w Saint-Pierre-d’Albigny, w departamencie Sabaudia, w regionie Owernia-Rodan-Alpy, we Francji.
Jest stacją kolejową Société nationale des chemins de fer français (SNCF), obsługiwaną przez pociągi TGV i TER Rhône-Alpes.

## Położenie
Znajduje się na wysokości 294 m n.p.m., na km 162,381, pomiędzy stacjami Montmélian i Chamousset. Z tej stacji wychodzi również linia do Bourg-Saint-Maurice.